# Gabriel Amat Pagès
Gabriel Amat Pagés (Barcelona, 2 de agosto de 1899-ibidem, 26 de septiembre de 1984) fue un arquitecto, dibujante y pintor español que consiguió un gran reconocimiento como acuarelista.

## Trayectoria
Amat es hijo de José Amat y Aymar y de Joana Pagès Marcet. Fue el segundo de cuatro hermanos de una familia de orígenes rurales, pero muy relacionada con el arte y la cultura. Su hermano Josep, el tercero, fue también un pintor destacado de la época.[cita requerida]
Estudió arquitectura en la Universidad de Barcelona en una época en que la dirección ejercida por Lluis Domènech i Montaner entre 1905 y 1919 le imprimió una marcada tendencia hacia los valores del modernismo. Terminó los estudios en junio de 1926, aunque no obtuvo la titulación hasta el 1929. Compartió estos estudios de arquitectura con los de dibujo en la Escuela de Bellas Artes de San Jorge y en la Llotja de Barcelona. Como estudiante, ya destacaba por su facilidad por el dibujo, habiendo obtenido el primer premio del Concurso de la Asociación Catalana de Estudiantes del 1922 y también este año es premiado en el Salón Oficial de la exposición de Bellas Artes de Barcelona.[cita requerida]
Acabados los estudios, Amat comenzó a trabajar como arquitecto, pero con una dedicación muy irregular, ya que se interesaba mayormente por el dibujo y por la acuarela. Una de sus aficiones también fue la espeleología, habiendo hecho numerosas exploraciones de simas del Macizo del Garraf, junto con su hermano Josep y su primo Rafael Amat Carreras, que como ingeniero planificaba las expediciones. Fruto de estas exploraciones y su publicación, algunas de aquellas simas llevan sus nombres. También era un apasionado por la navegación a vela. En 1939, recién terminada la Guerra Civil, pidió y se le concedió un salvoconducto para ir al extranjero a ampliar estudios de navegación con grandes veleros. En 1942, se embarcó con un pailebot que hacía la ruta comercial por el Mediterráneo para poder pintar escenas en navegación.[cita requerida]
Como arquitecto su obra se caracteriza por un cierto estilo neoclásico. Quizás el proyecto más importante que abordó fue el presentarse al concurso de anteproyectos convocado por el ayuntamiento de Alicante en 1933, formando equipo junto a otros dos arquitectos, para la planificación y construcción de una ciudad-jardín en la Playa de San Juan y hasta el cabo de la Horta. Su proyecto no resultó premiado, ya que fue considerado demasiado ambicioso, pero el jurado en el acta del concurso recomenda al Ayuntamiento que adquiriera los originales de aquel anteproyecto por su calidad técnica y artística.[cita requerida]
Aunque siempre fue realizando algunos proyectos constructivos, se dedicó principalmente al dibujo y la acuarela. En la última etapa de su vida se dedicó igualmente a la pintura al óleo. En 1945 contrajo matrimonio con Rosa Guimerà, con quien tuvo a su hija Mireya y a su hijo Gabriel. Después de sufrir una embolia que le dejó paralizado en los últimos años de su vida, murió en Barcelona el 26 de septiembre de 1984, y fue enterrado en el cementerio de Montjuic.[cita requerida]

## Exposiciones
En 1929, Amat hizo su primera exposición junto a su hermano Josep, en el Centro de Lectura de Reus. En 1930, participó en las exposiciones colectivas de la Exposición de Barcelona de 1930 y en la Exposición Barcelona vista por sus artistas. En 1931, hizo su primera exposición individual en las Galerías Laietanes de Barcelona. Acabada la Guerra Civil, comenzó a exponer en Barcelona con una cierta regularidad hasta 1980. En 1942 y en 1943 expuso sus obras en Madrid.[cita requerida]
También expuso en el Salón Azul del palacio de Maricel de Sitges, y el Salón Náutico Internacional de Barcelona, que en una de sus ediciones le dedicó un espacio de honor. En 1973 la Asamblea de Capitanes de Yate de Barcelona editan el libro de bibliófilo "Últimos veleros del Puerto de Barcelona" de 550 ejemplares numerados y firmados, en el que se recogen 40 dibujos sobre papel a la tinta china. En 1981, las publicaciones de El Vigía de Barcelona, editan el libro "Barcas y Veleros" con 24 reproducciones en color de acuarelas con estas temáticas.[cita requerida]
En 1999, con motivo del centenario de su nacimiento se realizaron unas exposiciones retrospectivas en Barcelona, en el Consorcio El Far: centro de referencia del mar; en Sant Feliu de Guíxols, y en Calafell. En 2000, el Museo Marítimo de Barcelona organizó la Exposición "Velas y barcas. La obra pictórica de Gabriel Amat " en homenaje al artista. La exposición de aquarelas y dibujos se completó con la exhibición de objetos de navegación de los fondos del Museo.[cita requerida]